# Nicolás Antonio Castellanos Franco
Nicolás Antonio Castellanos Franco (Mansilla del Páramo, 18 febbraio 1935 – Santa Cruz de la Sierra, 19 febbraio 2025) è stato un vescovo cattolico e missionario spagnolo.

## Biografia
Nicolás Antonio Castellanos Franco nacque a Mansilla del Páramo, una frazione di Urdiales del Páramo, il 18 febbraio 1935. Era cugino del fisico Antonio Castellanos Mata.

### Formazione e ministero sacerdotale
Ancora adolescente, entrò nell'Ordine di Sant'Agostino e il 10 settembre 1953 emise la professione solenne a Palencia. Compì gli studi ecclesiastici nel monastero di Santa María de la Vid a Burgos.
Il 12 luglio 1959 fu ordinato presbitero. Nel 1973 fu eletto superiore provinciale della provincia spagnola del Santo Nome di Gesù del suo Ordine.

### Ministero episcopale
Il 27 luglio 1978 papa Paolo VI lo nominò vescovo di Palencia. Ricevette l'ordinazione episcopale il 30 settembre successivo dall'arcivescovo Luigi Dadaglio, nunzio apostolico in Spagna, co-consacranti l'arcivescovo metropolita di Burgos Segundo García de Sierra y Méndez e quello di Valladolid José Delicado Baeza. Durante la stessa celebrazione prese possesso della diocesi.
In seno alla Conferenza episcopale spagnola fu membro della commissione per seminari e le università dal 1981 al 1990, della commissione per la pastorale dal 1984 al 1987 e della commissione per i confini dal 1987 al 1991.
Il 4 settembre 1991 papa Giovanni Paolo II accettò la sua rinuncia al governo pastorale della diocesi.
Dopo le dimissioni partì come missionario per Santa Cruz de la Sierra, in Bolivia, portando con sé un folto gruppo di laici e di preti operai. Con loro avviò il progetto Hombres Nuevos per cercare di migliorare le condizioni di vita nei quartieri più svantaggiati di quella città boliviana. Nel corso degli anni avviò vari progetti a servizio di donne e bambini: mense, scuole, case popolari e ospedali. Tutto ciò si combinò con visite periodiche in Spagna per raccogliere fondi e tenere conferenze.
Da Plan 3000, uno dei quartieri più poveri della città di Santa Cruz de la Sierra, nel distretto municipale n. 8, presiede la Fondazione Hombres Nuevos.
La Fondazione gestisce direttamente 15 scuole che hanno permesso l'istruzione di oltre 15 000 bambini. La Fondazione gestisce anche una scuola universitaria di teatro, informatica e turismo. Ha un programma di borse di studio scolastico a favore di oltre 500 studenti universitari. Gestisce l'unico ospedale di Plan 3000, cinque mense per bambini, un programma sanitario nelle scuole, due centri diurni per bambini, una casa per non vedenti e un incubatore di microimprese. Tra le costruzioni realizzate dalla Fondazione ci sono la "ciudad de la alegría", uno spazio con aree ricreative come una piscina e una scuola di sport; la "plaza del mechero", un ambiente ricreativo; pozzi d'acqua, case popolari e chiese. Ha anche un programma di animazione socioculturale, una banda musicale, un'orchestra sinfonica e un centro culturale.
Nel documentario "En Portada" monsignor Castellanos affermò: "Con € 200 un giovane che era stato un candidato criminale ha studiato un anno all'università pubblica. Stiamo formando professionisti con sensibilità sociale. [...] Nel nord [del mondo] hai molti mezzi per vivere ma non hai ragioni per esistere. Nel sud [del mondo] ci mancano quasi tutti i mezzi ma abbiamo molte ragioni per vivere".
Per il suo lavoro ricevette numerosi riconoscimenti in Spagna e in Bolivia, il più prestigioso dei quali fu il Premio Principe delle Asturie per la concordia che gli fu assegnato nel 1998 insieme a Vicente Ferrer, Joaquín Sanz Gadea e Muhammad Yunus per "il loro lavoro disinteressato e tenace e il loro contributo esemplare in diverse aree geografiche e attività".
Nel 2010 la televisione spagnola dedicò un servizio del programma "En Portada" alla sua vita e al suo progetto in Bolivia. Per questo lavoro la RTVE ricevette un riconoscimento da Manos Unidas, un'ONG della Chiesa cattolica spagnola impegnata in progetti per lo sviluppo nel sud del mondo.
Nel 1998 gli fu conferita la medaglia al merito municipale del consiglio comunale di Santa Cruz de la Sierra e nel 1999 fu designato "Leonés dell'anno". Nel 2001 l'Associazione spagnola dei produttori di giocattoli gli conferì il premio per il lavoro umanitario a favore dei bambini poveri. Nel 2002 la comunità autonoma di Castiglia e León gli assegnò il premio al valore umano. Nel 2006 il governo spagnolo di José Luis Rodríguez Zapatero gli conferì la medaglia d'oro per il lavoro, che gli fu imposta nell'agosto dello stesso anno dalla vicepresidente del Governo María Teresa Fernández de la Vega durante una visita di Stato in Bolivia. Il 15 luglio 2022 la giunta di Castiglia e León gli conferì la medaglia al merito professionale.
Morì a Santa Cruz de la Sierra il 19 febbraio 2025 all'età di 90 anni per complicazioni di un ictus. Le esequie si tennero il 21 febbraio alle ore 9:30 nella chiesa di Sant'Óscar Romero e Santa Monica nel quartiere Plan 3000 di Santa Cruz de la Sierra. Al termine del rito fu sepolto nel cimitero Memorial Park della stessa città. Il 25 febbraio alle ore 19 monsignor Mikel Garciandía Goñi, vescovo di Palencia, celebrò una messa in suffragio nella cattedrale di Sant'Antonino a Palencia.

## Opere
- Nicolás Antonio Castellanos Franco, Resistencia, profecía y utopía en la Iglesia hoy, Herder Editorial, 2012,  p. 118, ISBN 978-8425430978. URL consultato il 1º marzo 2025.
- Nicolás Antonio Castellanos Franco, Ser cristiano en el Norte con el Sur al fondo, Boadilla del Monte (Madrid), PPC, 2013,  p. 208, ISBN 978-8428823104. URL consultato il 1º marzo 2025.
- Nicolás Antonio Castellanos Franco, Otro rostro de la Iglesia en el mundo de hoy. Otro mundo posible, otra Iglesia factible, Saarbrücken, Credo Ediciones, 24 ottobre 2013,  p. 168, ISBN 978-3639520934. URL consultato il 1º marzo 2025.
- Nicolás Antonio Castellanos Franco, El espíritu sopla desde el Sur. Las reformas de Francisco, Boadilla del Monte (Madrid), PPC, 21 marzo 2016,  p. 112, ISBN 978-8428829687. URL consultato il 1º marzo 2025.
- Nicolás Antonio Castellanos Franco, Renovación en el espíritu después del coronavirus, Bilbao, Desclée De Brouwer, 2021,  p. 269, ISBN 978-8433031297. URL consultato il 1º marzo 2025.
- Nicolás Antonio Castellanos Franco, Memorias. Vida, Pensamiento e Historia de un Obispo del Concilio Vaticano II, Pozuelo de Alarcón (Madrid), RL Editor, 2021,  p. 381, ISBN 978-8409311835. URL consultato il 1º marzo 2025.
- Nicolás Antonio Castellanos Franco, Cartas desde las periferias, Madrid, Pozuelo de Alarcón, 2022,  p. 373, ISBN 978-8409364596. URL consultato il 1º marzo 2025.
- Julio Jiménez Blasco e Nicolás Antonio Castellanos Franco, Nicolás Castellanos Franco, un Obispo del Concilio Vaticano II. "Nada para los pobres, sino todo con los pobres", Madrid, San Pablo, 2022,  p. 779. URL consultato il 1º marzo 2025.
- Nicolás Antonio Castellanos Franco e Ángel García Rodríguez, El arte del bien y buen vivir, Madrid, Pozuelo de Alarcón, 2023,  p. 350, ISBN 978-8409426935. URL consultato il 1º marzo 2025.
- Juan María Leonet Zabala e Nicolás Antonio Castellanos Franco, Dios creador según Santo Tomás de Villanueva, Pozuelo de Alarcón (Madrid), RL Editor, 2023,  p. 319, ISBN 978-8409426911. URL consultato il 1º marzo 2025.

## Genealogia episcopale
La genealogia episcopale è:
- Cardinale Scipione Rebiba
- Cardinale Giulio Antonio Santori
- Cardinale Girolamo Bernerio, O.P.
- Arcivescovo Galeazzo Sanvitale
- Cardinale Ludovico Ludovisi
- Cardinale Luigi Caetani
- Cardinale Ulderico Carpegna
- Cardinale Paluzzo Paluzzi Altieri degli Albertoni
- Papa Benedetto XIII
- Papa Benedetto XIV
- Papa Clemente XIII
- Cardinale Marcantonio Colonna
- Cardinale Giacinto Sigismondo Gerdil, B.
- Cardinale Giulio Maria della Somaglia
- Cardinale Carlo Odescalchi, S.I.
- Cardinale Costantino Patrizi Naro
- Cardinale Lucido Maria Parocchi
- Papa Pio X
- Cardinale Gaetano De Lai
- Cardinale Raffaele Carlo Rossi, O.C.D.
- Cardinale Amleto Giovanni Cicognani
- Cardinale Luigi Dadaglio
- Vescovo Nicolás Antonio Castellanos Franco, O.S.A.